# Tomáš Bártek
Tomáš Bártek (* 24. Februar 1958 in Gottwaldov, Tschechoslowakei) ist ein ehemaliger tschechischer Handballspieler und -trainer. Der Rückraumspieler nahm an den Olympischen Sommerspielen 1988 in Seoul teil.

## Karriere
Bártek wechselte 1977 aus der Jugend des TJ Gottwaldov zu Dukla Prag. Mit dem Verein wurde er in elf Jahren neun Mal tschechoslowakischer Handballmeister und gewann 1984 den Europapokal der Landesmeister. 1988 schloss er sich dem deutschen Zweitligisten TSV GWD Minden an, den er nach drei Jahren verließ und zum TuS Wagenfeld wechselte, wo er den Posten des Spielertrainers übernahm. Nach einer Saison folgte ein Engagement beim MTV Obernkirchen (ebenfalls als Spielertrainer). Zudem trainierte er parallel von März 1991 bis März 1993 die Frauen-Mannschaft des SV Bölhorst/Häverstädt. Hier spielte seine Frau Dagmar.
Aufgrund von Problemen mit der Arbeitserlaubnis kehrte er im April 1993 mit seiner Ehefrau und den zwei Söhnen nach Zlín zurück.
Bártek absolvierte für die Tschechoslowakei mindestens 151 Länderspiele, in denen ihm 516 Tore gelangen. Bei den Olympischen Sommerspielen 1988 belegte er mit dem Team den 6. Platz.